# John Mayow

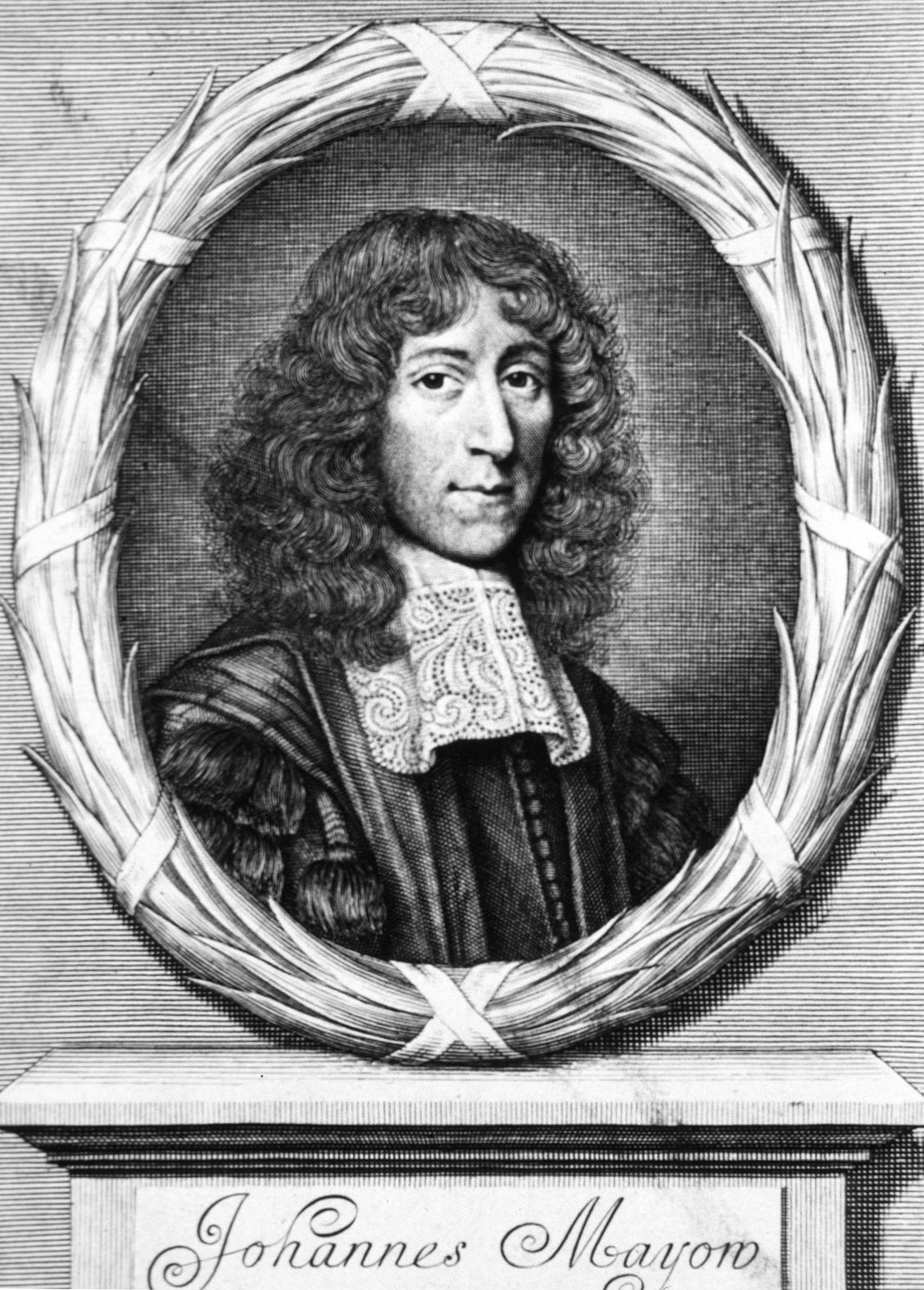

John Mayow (Morval, 1641– Londen, 1679) was een chemicus, arts en fysioloog die met name wordt herinnerd voor het uitvoeren van vroeg onderzoek naar ademhaling en de aard van lucht. Mayow werkte in een vakgebied dat ook wel pneumatische chemie wordt genoemd.

## Leven
Er was controverse over zowel de locatie als het jaar van de geboorte van Mayow, waarbij zowel Cornwall als Londen claimden dat hij in deze plaatsen was geboren. Donald F. Proctors uitgebreide onderzoek bracht hem tot de conclusie dat Mayow werd geboren in 1641 in de buurt van Morval in Cornwall en dat hij in 1658 op 17-jarige leeftijd werd toegelaten tot het Wadham College in Oxford. Een jaar later werd Mayow wetenschapper in Oxford en in 1660 werd hij verkozen tot fellowship bij All Souls. Hij studeerde rechten (bachelor, 1665, doctor, 1670), maar maakte van geneeskunde zijn beroep en werd vooral in de zomer bekend om zijn praktijk in de stad Bath. In 1678 werd Mayow op voorstel van Robert Hooke benoemd tot fellow van de Royal Society. Het jaar daarop, na een huwelijk dat niet geheel naar de inhoud van Mayow was, stierf hij in Londen en werd begraven in de Church of St Paul, Covent Garden.

## Wetenschappelijk werk
Mayow ontdekte ook dat er twee luchtbestanddelen waren; inactief en actief. Mayow publiceerde in 1668 in Oxford twee traktaten, over ademhaling en rachitis, en in 1674 werden deze herdrukt, de eerste in een vergrote en gecorrigeerde vorm, met drie andere: De sal-nitro et spiritu nitro-aereo, De respiratione foetus in utero et ovo en De motu musculari et spiritibus animalibus als Tractatus quinque medico-physici. Uit de inhoud van dit werk dat meerdere malen opnieuw is gepubliceerd en in het Nederlands, Duits en Frans is vertaald, blijkt dat hij al ver voor zijn tijd onderzoeker was.
Zoals bewezen door Boyles experimenten dat lucht nodig is voor verbranding, toonde Mayow aan dat vuur niet wordt ondersteund door de lucht als geheel, maar door een actiever en subtieler deel ervan. Dit deel noemde hij "spiritus igneo-aereus" of soms "nitro-aereus", want hij identificeerde het met een van de bestanddelen van het zure deel van nitre (nu kaliumnitraat genoemd, KNO3) dat hij beschouwde als gevormd door de vakbond van gefixeerde alkali met een spiritus acidus. Bij verbranding worden de deeltjes nitro-aereae - ofwel al aanwezig in het ding dat wordt geconsumeerd of geleverd door de lucht - gecombineerd met het verbrande materiaal. Zoals Mayow uit zijn waarneming afleidde dat antimoon, sterk verwarmd met een brandend glas, een gewichtstoename ondergaat die aan niets anders dan deze deeltjes kan worden toegeschreven.
Mayow betoogde dat dezelfde deeltjes tijdens de ademhaling worden verbruikt, omdat hij ontdekte dat wanneer een klein dier en een brandende kaars in een gesloten vat vol lucht werden geplaatst, de kaars eerst uitging en kort daarna stierf het dier. Als er echter geen kaars aanwezig was, leefde het dier twee keer zo lang. Hij concludeerde dat dit bestanddeel van de lucht absoluut nodig is voor het leven en nam aan dat de longen het van de atmosfeer scheiden en in het bloed afgeven. Het is ook nodig, meende Mayow, voor alle spierbewegingen, en hij dacht dat er redenen waren om aan te nemen dat de plotselinge samentrekking van spieren wordt veroorzaakt door de combinatie met andere brandbare (salinosulfureuze) deeltjes in het lichaam. Vandaar dat het hart, zijnde een spier, ophoudt te kloppen wanneer de ademhaling wordt gestopt. Dierlijke warmte is ook te danken aan de vereniging van nitro-luchtdeeltjes, ingeademd vanuit de lucht, met de brandbare deeltjes in het bloed, en wordt verder gevormd door de combinatie van deze twee sets spierdeeltjes tijdens inspanning.
In feite ging Mayow - die ook een opmerkelijk correcte anatomische beschrijving van het ademhalingsmechanisme gaf - Priestley en Lavoisier een eeuw voor met het erkennen van het bestaan van zuurstof, onder het mom van zijn 'spiritus nitro-aereus', als een afzonderlijke entiteit onderscheiden van de algemene massa van de lucht. Mayow nam de rol van "spiritus nitro-aereus" waar bij verbranding en bij het verhogen van het gewicht van de kalveren (oxiden) van metalen in vergelijking met metalen zelf. Mayow verwierp de gangbare opvattingen van zijn tijd dat het gebruik van ademhaling is om het hart te koelen, of om de doorgang van het bloed van de rechterkant naar de linkerkant van het hart te vergemakkelijken, of om het alleen maar te beroeren, zag Mayow ter inspiratie een mechanisme om zuurstof in het lichaam, waar het wordt geconsumeerd voor de productie van warmte en spieractiviteit. Hij dacht zelfs vaag aan expiratie als een uitscheidingsproces. Met behulp van stolpjes boven water toonde Mayow aan dat de werkzame stof die we tegenwoordig zuurstof noemen ongeveer een vijfde deel van de lucht uitmaakt.
Delen van Mayows werk lijken overeen te komen met moderne ideeën over lucht en verbranding. Mayow merkte, net als anderen voor hem, op dat sommige materialen zwaarder worden bij sterke verhitting. Antoine Lavoisier (1743–1794) en anderen interpreteerden deze winst later in termen van een reactie met een gasvormig materiaal (zuurstof) in de lucht. Zie Holmyard en anderen voor kritiek op Mayows werk en vergelijkingen met het moderne chemische denken.

## Erelijst
- Fellow of the Royal Society (1678)

- Biblioteca Nacional de España: XX1764380
- Bibliothèque nationale de France: cb102217154 (data)
- Catàleg d'autoritats de noms i títols de Catalunya: 981058515569006706
- CiNii: DA1410600X
- Gemeinsame Normdatei: 100373887
- International Standard Name Identifier: 0000 0001 1567 9499
- Library of Congress Control Number: n84806508
- Nationale Bibliotheek van Israël: 987007280045805171
- Nederlandse Thesaurus van Auteursnamen: 075008971
- Réseau des bibliothèques de Suisse occidentale: 02-A003577306
- Istituto Centrale per il Catalogo Unico: UFIV083966
- LIBRIS: 338265
- SNAC: w61s00x5
- Système universitaire de documentation: 08585669X
- Virtual International Authority File: 41828866
- WorldCat: E39PBJkdqch6fbty8wXJdP3JDq